# Braunsbach
Braunsbach è un comune tedesco di 2 574 abitanti,, situato nel land del Baden-Württemberg.
Il 30 maggio 2016, a causa di piogge torrenziali, il corso d'acqua Orlacher Bach, un affluente del Kocher, nel quale sfocia proprio a Braunsbach, è straripato trasportando materiali e melma provocando così un'inondazione nel paese, con gravi danni ai veicoli ed alle abitazioni.